# 운화리성지
운화리성지(雲化里城址)는 울산광역시 울주군 온양읍에 있는 성이다. 2000년 11월 9일 울산광역시의 문화재자료 제14호로 지정되었다.

## 현지 안내문
이곳의 성은 대운산(해발 742m) 동쪽 지맥의 한 봉우리(270m)와 그 아래의 능선과 계곡을 성내로 포용하며 쌓은 포곡식 산성이다.
체성은 북쪽은 훼손이 심하지만 남동쪽은 양호한 상태호 남아 있다. 성벽은 자연석을 손질해서 급경사 지역은 내탁(바깥쪽은 석벽으로, 안쪽은 잡석과 흙으로 채워 쌓는 방법)하고, 경사가 완만한 지역은 협축(성벽의 안팎을 모두 수직에 가까운 석벽으로 쌓는방법)하여 쌓았으며, 규모는 길이 약 1km, 높이 100~220cm 정도이다. 성내에는 일부 손질된듯한 자연석을 이용하여 축조한 둥근 석단시설이 남아 있으나 무엇에 쓴 것인지 그 성격은 자세히 알 수 없다.
이 성은 성내에서 발견되는 토기편과 아래쪽에 인접한 운화리 고분군은 참고하여 볼 때 신라시대부터 조선시대에 걸쳐 사용된 것으로 추정된다.

## 참고 자료
- 운화리성지 - 국가유산청 국가유산포털